# Ein Fremder in meinen Armen
Ein Fremder in meinen Armen ist ein US-amerikanischer Spielfilm aus dem Jahre 1958 von Helmut Käutner. Das Drehbuch schrieb Peter Berneis nach dem Roman And Ride a Tiger von Robert Wilder.

## Handlung
Vereinigte Staaten, wenige Jahre nach dem Ende des Koreakriegs. Luftwaffenpilot Major Pike Yarnell hat den Absturz seines Flugzeugs gemeinsam mit seinem Navigationsoffizier Donald Beasley über dem Pazifik überlebt. Tagelang treiben die beiden auf einem behelfsmäßigen Floß auf den Meereswellen, dann wurden sie entdeckt und aufgefischt. Doch der schwer verletzte Beasley hat diese Zeit nicht überstanden und wird daher in der Öffentlichkeit als Kriegsheld verehrt. Die nahen Verwandten, eine stolze Südstaaten-Familie – das sind Donalds Witwe Christina, dessen egozentrische, mürrische wie zänkische Mutter Virginie, die sich stets mit Christina anlegt, und ihr von ihrer Streitsucht gepeinigte Ehemann Mann Harley, der alte Vance Beasley sowie Donalds kichernde, kleine Schwester Pat – verlangen nachdrücklich nach lückenloser Aufklärung, wie es zu Donalds Tod kam. Pike gibt aus guten Gründen nur spärliche Informationen heraus, während die hysterische Virginie alles dafür zu tun bereit ist, damit ihr toter Sohn post mortem die Medal of Honor, die höchste militärische Auszeichnung, die die USA zu vergeben hat, erhält.
Während der Kontakte zu den Beasley freundet sich Pike mit der jungen Witwe an, und beide beginnen allmählich Gefühle füreinander zu entwickeln. Umso schwerer fällt es ihm, als er eines Tages nicht mehr umhinkommt, die ganze Wahrheit über den „Kriegsheld“ Donald Beasley zu erzählen: Dieser war ein schwacher Offizier, gegen den seitens der Armee bereits Ermittlungen geführt wurden, überdies auch noch ein Feigling. Als Mutter Beasley Pike auch noch bestechen will, damit dieser in aller Öffentlichkeit Donalds Heldenmut bestätige und hervorhebe, bricht es aus dem hageren, asketischen Piloten heraus: Donald Beasley war alles andere als ein guter Mensch. Er hatte seine Frau nicht geliebt und seine energische, dominante Mutter gehasst. Auch sein Ende auf den Welles des Pazifiks sei alles andere als rühmlich gewesen: Als Donald auf dem Floß mit den Nerven am Ende war, nahm er Pikes Pistole an sich und tötete sich selbst. Jetzt, wo die ganze Wahrheit auf dem Tisch liegt, kann Christine mit ihrer Vergangenheit abschließen und mit Pike eine neue, gemeinsame Zukunft beginnen.

## Produktionsnotizen
Ein Fremder in meinen Armen entstand ab Dezember 1957 in den Universal Studios Los Angeles und wurde am 13. Januar 1959 in den USA uraufgeführt. Am 12. März desselben Jahres erfolgte die Deutschland-Premiere in den Kammer-Lichtspielen Heidelberg.
Die Bauten entwarfen Alexander Golitzen und Richard H. Riedel, die Dekorationen besorgten Russell A. Gausman  und Julia Heron. Bill Thomas zeichnete für die Kostüme verantwortlich. Clifford Stine besorgte die Spezialaufnahmen.

## Kritiken
Käutner selbst war mit seinem nur zwei Filme umfassenden Hollywood-Ausflug, der ihn lediglich als Studioregisseur ohne eigene Ambitionen auswies – Starkritiker Friedrich Luft urteilte „Ein Talent durch den Hollywood-Wolf gedreht, ehe es noch mit der Kamera piep sagen konnte. Ein trauriges Beispiel der künstlerischen Selbstaufgabe“ – mehr als unzufrieden:
Der Spiegel schrieb: „Käutner hatte sich willig von den Talentjägern der amerikanischen Filmkonzerne anheuern lassen, die in Europa Stars und Regisseure verpflichteten, um die Hollywood-Produkte für den lebenswichtigen europäischen Markt mit zugkräftigen Namen aufwerten zu können. Es sei der Wunsch eines jeden Regisseurs, verlautbarte Käutner, einmal in seinem Leben in Hollywood zu drehen. Aber nachdem seine beiden kalifornischen Produkte ihn nur als Fließbandarbeiter auswiesen, löste er seinen Vertrag mit der Universal. ‚Ich habe natürlich gemerkt, daß ich da ganz schief lag.‘“

„Allerdings, Helmut Käutner, der diese filmische Seifenoper inszenierte, und Ross Hunter, der sie produzierte, haben keinerlei Grund zum Jubel. Sie haben einen dünnen, dramatischen Blindgänger abgeliefert.“

Paimann’s Filmlisten resümierte: „Ein dramaturgisch solide(r), aber zu breit angelegter Stoff, den … typisch amerik. Probleme lediglich für einfühlungsfähige Kreise immerhin ansprechend erscheinen lassen.“

„… konventionelle[s] Heldenkult-Opus…“

„In seiner zweiten Hollywood-Arbeit (nach Zu jung) nimmt sich Käutner eines durch und durch amerikanischen, von der Psychoanalyse beeinflußten Themas an. Das Ergebnis bleibt an der Oberfläche des Konflikts und ohne eigenes Profil.“